# Liste der Monuments historiques in Châtillon-sur-Marne
Die Liste der Monuments historiques in Châtillon-sur-Marne führt die Monuments historiques in der französischen Gemeinde Châtillon-sur-Marne auf.

## Liste der Immobilien
| Bezeichnung                  | Beschreibung | Standort                         | Kennzeichnung | Schutzstatus | Datum | Bild           |
| ---------------------------- | --- | -------------------------------- | ------------- | ------------ | ----- | -------------- |
| Priorat Binson               | ehemaliges Benediktinerpriorat, im 11. Jahrhundert gegründet; Kirche St-Pierre, 12. Jahrhundert                     | südlich des Ortes (Lage)         | PA00078663    | Classé       | 1922  | weitere Bilder |
| Kirche Nativité-de-la-Vierge | aus dem 16. Jahrhundert                                                                                             | Rue de l’Église (Lage)           | PA00078662    | Classé       | 1919  | weitere Bilder |
| Gerichtsgebäude              | ehemaliges Vogteigericht, zweite Hälfte des 17. Jahrhunderts; außen stark verändert, Teile der Ausstattung erhalten | 4 rue de l’Hôtel-de-Ville (Lage) | PA51000020    | Inscrit      | 2012  |                |

## Liste der Objekte
| Bezeichnung                           | Beschreibung                                               | Standort                                      | Kennzeichnung | Schutzstatus    | Datum  | Bild |
| ------------------------------------- | ---------------------------------------------------------- | --------------------------------------------- | ------------- | --------------- | ------ | ---- |
| Skulpturengruppe Unterweisung Mariens | Holz, 16. Jahrhundert                                      | Montigny-sous-Châtillon, in der Kirche (Lage) | PM51000094    | Classé          | 1908   |      |
| Kruzifix                              | Holz, farbig gefasst, 15. Jahrhundert                      | in der Kirche St-Pierre (Lage)                | PM51000275    | Classé          | 1908   |      |
| Pusinna-Altar                         | Fragment der Altarplatte; Stein, bezeichnet 1069           | in der Kirche St-Pierre (Lage)                | PM51000273    | Classé          | 1908   |      |
| Skulptur Madonna                      | Holz, 15. Jahrhundert                                      | in der Kirche Nativité-de-la-Vierge (Lage)    | PM51002593    | Inscrit         | 1977   |      |
| Skulpturen und Grabsteine             | ab dem 12. Jahrhundert                                     | in der Kirche St-Pierre (Lage)                | PM51000274    | Classé          | 1908   |      |
| Hauptaltar                            | aus dem 12. Jahrhundert                                    | in der Kirche Nativité-de-la-Vierge (Lage)    | PM51001483    | Classé gelöscht | ? 1959 |      |
| Skulptur Madonna mit Kind (1)         | Holz, 16. Jahrhundert                                      | in der Kirche Nativité-de-la-Vierge (Lage)    | PM51002594    | Inscrit         | 1977   |      |
| Kanzel                                | Holz, 18. Jahrhundert                                      | in der Kirche Nativité-de-la-Vierge (Lage)    | PM51002596    | Inscrit         | 1977   |      |
| Skulptur einer Orantin                | Stein, 18. Jahrhundert                                     | in der Kirche Nativité-de-la-Vierge (Lage)    | PM51002595    | Inscrit         | 1977   |      |
| Gemälde Anbetung der Hirten           | Ölfarbe auf Leinwand, 17. Jahrhundert; nach Jacob Jordaens | in der Kirche Nativité-de-la-Vierge (Lage)    | PM51000276    | Classé          | 1974   |      |
| Skulptur Madonna mit Kind (2)         | Stein, 15. Jahrhundert                                     | in der Kirche Nativité-de-la-Vierge (Lage)    | PM51002592    | Inscrit         | 1977   |      |